# Hans Schiel
Hans Schiel (* 10. August 1898 in Bad Berka; † 10. November 1983 in Weimar) war ein deutscher Maler.

## Leben und Werk
Zu Schiel liegen nur wenige biografische Informationen vor. Nach dem Studium lebte und arbeitete er in Weimar. Das Einwohnerbuch der Stadt Weimar weist ihn 1941 als Porträt- und Landschaftsmaler in der Oberen Schlosstrasse 24 aus. In den 1920er und 1930er Jahren beteiligte Schiel sich regelmäßig an Kunstausstellungen. In der Zeit des Nationalsozialismus war Schiel Mitglied der Reichskammer der bildenden Künste und auf mindestens acht Ausstellungen vertreten, darunter 1941, 1942, 1943 und 1944 die Große Deutsche Kunstausstellung in München.
Nach der Teilnahme am 2. Weltkrieg arbeitete Schiel wieder in Weimar. Er schuf neben Tafelbildern vor allem großformatige Aquarelle. 
Schiel war Mitglied des Verbands Bildender Künstler der DDR, wurde aber wegen seiner Beteiligung an Nazi-Kunstausstellungen und der Nähe früherer Arbeiten (z. B. das Ölgemälde Frau mit Lamm von 1940) zur „Blut- und Boden“-Kunst der Nazis äußerst kritisch gesehen. Er geriet dann in Vergessenheit, und nach seinem Tod wurde die noch in seiner Wohnung vorhandenen Bilder in eine Garage geworfen.

## Werke

### Tafelbilder
- Akt am Meer (Öl)[3]
- Winterliches Weimar (Öl)[4]
- Landschaft an der Warthe (Öl)[5]
- Am Greifswalder Bodden (Öl)[6][7]

### Aquarelle
- Winter im Ilmtal (ausgestellt 1941 auf der Große Deutschen Kunstausstellung)[8]
- Winterliches Land im Osten (ausgestellt 1942 auf der Großen Deutschen Kunstausstellung)[9]
- Winter (66 × 80 cm; 1953 auf der Dritten Deutschen Kunstausstellung)[10]
- Ostdeutsche Winterlandschaft (57 × 74 cm; 1953 auf der Dritten Deutschen Kunstausstellung)[11]

## Ausstellungen in der sowjetischen Besatzungszone und der DDR
- 1946/1947: Leipzig, „Mitteldeutsche Kunst“[12]
- 1948: Weimar, Schloss („Künstler schaffen. 1945–1948“)
- 1953: Dresden, Dritte Deutsche Kunstausstellung
- 1975: Erfurt, Bezirkskunstausstellung